# Minoritet
Minoritet, angiver et mindretal i modsætning til et flertal, der modsætningsvis betegnes som majoritet. Definitionsmæssigt forelægger der en minoritet, når under halvdelen af det totale antal er repræsenteret.
| Samfund | Spire Denne samfundsartikel er en spire som bør udbygges. Du er velkommen til at hjælpe Wikipedia ved at udvide den. |